# Safari Europa
Safari Europa er en dansk dokumentarserie fra 2010 i 8 afsnit instrueret af Adam Schmedes efter manuskript af Dorthe Rosenørn Schmedes og Bor Thierry.

## Afsnit
Obs! Afsnittene er oplistet i alfabetisk rækkefølge. Tilføj gerne afsnitsnumre og første sendedage.
| # | Titel         | Første sendedag |
| --- | ------------- | --------------- |
| | "Hugorm"      |                 |
| Hugormen har ry for at være aggressiv. I virkeligheden er den sky og bange for mennesker. Hvis den møder os på badestranden, stikker den, på trods af sit giftige bid, hellere af. Men når den er sulten, bruger den al sin gift, og selvom byttet i første omgang får lov at løbe væk, får hugormen alligevel noget at spise til sidst.                   |               |                 |
| | "Mus"         |                 |
| Mus sætter pris på en god hule. Den skal være varm og hyggelig. Gerne med udsigt, og der skal være rigeligt med mad, også til vinteren. Så de samler forråd - nødder og bær. Ungerne kan ikke se noget i starten, så de sover bare, og imens passer deres mor godt på dem.                                                                                 |               |                 |
| | "Myre"        |                 |
| Der findes masser af myrer. Nogle bor i tuer oven på jorden. Andre bor under jorden. Nogle myrer holder bladlus, ligesom vi holder køer. Myrene malker dem for sød honningdug, og til gengæld forsvarer de bladlusene mod den store fjende, krabbeedderkoppen.                                                                                             |               |                 |
| | "Netedderkop" |                 |
| Som en tryllekunstner trækker hvepseedderkoppen en tynd, stærk tråd ud af sin bagkrop og spinder den til et stort spindelvæv. Det tager hele natten. Hun fanger både en græshoppe og en guldsmed, men så har hun også mad nok til at kunne lægge mange æg. Men først må hun bygge en rede, og det skal gøres efter alle kunstens regler.                   |               |                 |
| | "Pindsvin"    |                 |
| Om foråret vågner pindsvinet af sit vinterhi. Den er sulten, for den har ikke spist i flere måneder - og dens livret er orme. Med sine 7000 pigge er pindsvinet ikke bange for ret meget, og skulle den alligevel føle sig truet, ruller den sig bare sammen til en stikkende kugle. Men hvordan klarer de parringen - kan de gøre det uden at stikke sig? |               |                 |
| | "Ræv"         |                 |
| I rævegraven er der unger, og rævemor har travlt med at skaffe føde. De små må ikke komme med på jagt, så de bliver hjemme og leger med rævelegetøjet. Imens finder rævemor et godt sted, hvor der er masser af mad - det skal bare slæbes hjem først. |               |                 |
| | "Rådyr"       |                 |
| Rådyr er sky. Ofte står de på marken og spiser, skjult i det høje korn. Det er højsommer og parringstid. Råbukken, hannen, har travlt med at afmærke sit territorium, og hunnerne holder øje med ham. Hen på foråret kommer der rålam, og så passer det med, at der igen er saftigt korn på marken, som man kan spise og springe rundt i.                  |               |                 |
| | "Svale"       |                 |
| Det er forår, og svalerne bygger rede af mudderklatter, som de finder på gårdspladsen. Snart er der unger, og svalerne har travlt med at passe de små. Men der er sket noget frygteligt hos landsvalen, og dens unger får ikke noget mad. Heldigvis ender det lykkeligt til sidst.                                                                         |               |                 |